# Maywald József
Maywald József (Pest, 1849. július 20. – Budapest, 1911. október 28.) klasszika-filológus, gyorsíró, bölcseleti doktor, piarista áldozópap és tanár.

## Élete
Maywald János polgár és Árvay Katalin fia. A gimnázium négy osztályát a pesti kegyesrendieknél járta. 1864. augusztus 31-én a kegyestanítórendbe lépett és a Vácon töltött próbaév után gimnáziumi tanulmányait Kecskeméten a kegyesrendieknél végezte. 1871-ben tett fogadalmat tett, majd 1872-ben pappá szentelték. Gimnáziumi tanár volt 1869-től Magyaróvárt, 1871-től Nagykanizsán, 1873-tól Szegeden, 1874-tól újból Nagykanizsán és 1878-tól Budapesten. 1909-ben vonult nyugdíjba. 1870-ben tanulta meg a gyorsírást, 1890-ben szerezte meg gyorsírás tanári oklevelét. Ezt követően haláláig tanította a gyorsírást, s fontos szerepe volt a Gabelsberger-Markovits-féle gyorsírás elterjesztésében. 1910-től betegszabadságon volt.
Az Országos Magyar Gyorsíró Egyesület alapító tagja, 1880 és 1897 között alelnöke, 1891-től 1910-ig pedig a Gyorsírástanárokat Vizsgáló Bizottság, a Budapesti Filológiai Társaság, a Katolikus Középiskolai Tanáregyesület igazgatótanácsának és az MTA klasszika-filológia bizottságának is tagja volt.
Cikkei a nagykanizsai főgimnázium Értesítőjében (1876. Vagyon és birtok a régi Attikában); a Magyar Koronában (1878. 1. sz. Uj év napja az ősi Rómában, 153-154. sz. Spiritismus az ó-kori görögöknél); a budapesti kegyesrendi főgimnázium Értesítőjében (1883. Pindaros győzelmi dalairól); az Egyetemes Philologiai Közlönyben (1884., 1888., 1892-95. könyvismertetések).

## Munkái
- Görög régiségek Goethe «Iphigenia auf Tauris» cz. drámájában. Bpest, 1884 (Különnyomat a budapesti kegyes-tanítórendi főgymnasium Értesítőjéből)
- Görög nyelvtan, rövid, áttekinthető előadásban. Függelékül az ión szójárás alaktana. Gymnasiumi használatra. Bpest, 1887 (ism. Tanáregylet Közlönye XX. 302. l., Közoktatás 6. sz., 2. átdolg. kiadás 1891. Ism. Prot. Egyh. és Isk. Lap 1892. 7. sz., Egyet. Philol. Közlöny 371. l, 3. k. 1895. Uo. Ism. Tanáregylet Közlönye 1896. 106. l., 4. k. 1900. Uo.)
- Görög gyakorló és olvasókönyv. Gymnaisumi használatra. I. rész. A név és a szabályos w végű ige. Az V. osztály számára. Uo. 1887 (ism. Tanáregylet Közlönye 1888. 383. l., Egyet. Philol. Közlöny 396. l., Közoktatás 40. sz., 2. átdolg. kiadás 1893. 3. kiadás. Uo. 1897. II. rész. Szemelvények Xenophonból. Uo. 1888, 2. k. 1896., 3. k. 1901)
- Módszertani kérdések a gyorsírás köréből. Bp., 1901
- Iphigenie auf Tauris. Írta J. W. Goethe. Bev. és magyarázta. Bp., 1902 (Jeles írók isk. tára 12.)
- Régebbi és újabb egyházi énekek 4 szerepre alkalmazva. S.a.r. Zehery Imre. Új kiad. Bp., 1905
- Görög olvasókönyv A gimn. 5. o. sz. Maywald József tankönyveinek fölhasználásával szerk. Jirka Alajos, [1937]

Az ókori Lexicon számára megírta a görög-római magánrégiségek egy részét.
Szerkesztette a Gyakorló Gyorsíró VI. évfolyamát 1886-ban Budapesten.